# Примаченко, Мария Авксентьевна
Мария Авксентьевна Примаче́нко (укр. Марія Оксентіївна Примаченко, иногда Приймаченко; 30 декабря 1908 (12 января) 1909 год — 18 августа 1997) — украинская народная художница. Народный художник Украинской ССР (1988). Национальная легенда Украины (2022, посмертно). Представительница «народного примитива» («наивного искусства»).

## Биография
М. А. Примаченко родилась 30 декабря 1908 (12 января) 1909 года в селе Болотня (ныне Иванковского района Киевской области Украины), где и провела всю жизнь.
Отец, Авксентий Григорьевич, был плотником-виртуозом, мастерил дворовые ограждения.
Мать, Прасковья Васильевна, была признанной мастерицей вышивания (сама Мария Авксентьевна одевалась в собственноручно вышитые сорочки).
Детство Марии Авксентьевны было омрачено страшным недугом — полиомиелитом. Это сделало её не по-детски серьёзной и наблюдательной, обострило слух и зрение. Мария Авксентьевна достойно и храбро перенесла все жизненные невзгоды, в том числе и гибель мужа на фронте. А сын, Фёдор Васильевич Примаченко (1941—2008), был её учеником и являлся народным художником Украины.
«Начиналось всё это так, — вспоминала художница. — Как-то около хаты, у речки, на убранном цветами лугу пасла я гусей. На песке рисовала всякие цветы, увиденные мной. А потом заметила синеватую глину. Набрала её в подол и разрисовала нашу хату…» Каждый приходил посмотреть на это диковинку, сделанную руками девочки. Хвалили. Соседи просили украсить и их дома.
В 1936 году Мария Примаченко приглашена в Центральные экспериментальные мастерские при Киевском музее украинского искусства (с 1936 — Школа народных мастеров, впоследствии — Художественно-промышленный), что с 1943 года собирали народные таланты. В Мастерских преподавали Анатоль Петрицкий, Василий Кричевский, Василий Касиян, учились — Татьяна Пата, Параска Власенко, Макар Муха и десятки других выдающихся творческих личностей.
Примаченко была чрезвычайно ранимым человеком, черпала информацию из мира природы и текущих новостей, сохраняя умение воспринимать жизнь как вечную сказку.
В 1936 году на Республиканской выставке народного творчества, экспонированной в Москве, Ленинграде, Варшаве, картины Примаченко занимали целый зал. За участие Примаченко наградили дипломом первой степени.
Во время обучения Примаченко встретила земляка из Иванкова (что возле Болотные) Василия Маринчука, который приехал на экскурсию в Лавру, где помещались Мастерские, и сошлась с ним гражданским браком.
Закончив обучение, вернулась в Болотню к мужу, несмотря на возможность остаться в Киеве. В марте 1941 года родила сына Федора. Муж ушел на войну и не вернулся.
Талант Примаченко открыла киевлянка Татьяна Флору (в 1960—1970-х гг. широкую популяризацию творчества Примаченко организовал журналист Г. А. Местечкин). В 1936 году Марию Авксентьевну пригласили в экспериментальные мастерские при Киевском музее украинского искусства. Её творчество стало более разнообразным — Мария рисовала, вышивала, увлеклась керамикой. В Государственном музее украинского народного и декоративно-прикладного искусства хранятся её керамические кувшины и блюда этого периода. Аким Герасименко, признанный мастер украинской керамики, охотно передавал Примаченко изготовленные им изделия различных форм, а она расписывала их изображениями рыжих лисичек, страшных зверей, шагающих по стеблям клубники голубых обезьян или покрытых цветами зелёных крокодилов.
За годы вдохновенной работы классик современной украинской народной живописи Мария Примаченко создала более 500 художественных работ. Кроме того, она создала собственное направление, свою школу-студию оригинального декоративного письма, в которую привлекала талантливых детей из родной Болотни. Марию Примаченко наградили званием заслуженной деятельницы искусств УССР, а в 1988 году — званием народной художницы УССР.
Есть сведения и о том, что Мария Примаченко проявила свой талант в области керамической скульптуры. Сохранилось только одно произведение в этом жанре — «Крокодил». За участие в выставке народного искусства 1936 года Примаченко наградили дипломом первой степени. В дальнейшем её произведения с неизменным успехом экспонировались на выставках в Париже, Варшаве, Софии, Монреале, Праге. В 1986 году она создала свою Чернобыльскую серию картин.
Примаченко воспитала сына Федора своим ближайшим другом, учила его живопись, и он тоже стал народным художником, мастером наива. Примаченко имела двух внуков.
Союзная пресса называла художницу «Маруся Приймаченко, молодая колхозная художница из солнечно-радостной Украины», нивелируя реальную глубину и дуальность её картин. Примаченко в неотделимости добра от зла пронзительно портрет эпоху: на работе 1936 года «Звериный суд» чёрная обезьяна за столом пишет протокол, а двое волков стоят перед ней на цыпочках; на картине 1930-х слоноподобное чудовище и подпись: «И зверье идет и дремлет себе, еду ищет, то и наряды не на уме, когда кушать хочется, то ничего не хочется».
Решением Киевского городского совета № 13/1068 от 22.01.2009 в честь Марии Примаченко был переименован столичный бульвар Лихачёва.
Мария Примаченко умерла 18 августа 1997 года в селе Болотня, где и похоронена. В 2008 году умер сын Федор, похороненный рядом с матерью.

## Награды и премии
- Заслуженный деятель искусств УССР (1970)
- Народный художник УССР (1988)
- Государственная премия УССР имени Т. Г. Шевченко (1966) — за цикл художественных работ «Людям на радость»
- Орден «Знак Почёта» (24 ноября 1960)
- Почётный знак отличия Президента Украины (6 января 1994) — за значительный личный вклад в развитие украинского народного искусства, возрождение и обогащение традиций национальной декоративной живописи, многолетнюю плодотворную деятельность в области культуры[9]
- Отличие Президента Украины «Национальная легенда Украины» (20 августа 2022, посмертно) — за выдающиеся личные заслуги в становлении независимой Украины и укреплении её государственности, защите Отечества и служении Украинскому народу, весомый вклад в развитие национального образования, искусства, спорта, здравоохранения я, а также многолетнюю плодотворную общественную деятельности[10].

## Влияние на современное искусство
Художников современного искусства, представителей Новой украинской волны, вдохновляет высокая креативность произведений Марии Примаченко, что отмечено в творчестве Ларисы Пишей, Елены Голуб, Григория Столбченко и других.
В 2017 году Арсен Савадов с пиететом процитировал её произведения в серии своих работ.
В 2019 одесский художник Степан Рябченко создал масштабную панораму «Источник» в центре Киева, причудливо соединив своих героев с придуманными знаменитой художницей.
В ходе Вторжения России на Украину, 28 февраля 2022 года российскими войсками был уничтожен историко-краеведческий музей в посёлке Иванков, в котором хранились работы Марии Приймаченко. Часть работ местные жители успели спасти и, на время военных действий в Украине, сохраняют в своих домах. В сентябре в Киеве была открыта первая выставка сохранённых работ художницы.